# Adrián Zubikarai
Adrián Zubikarai es un pelotari mexicano. Durante el Campeonato del Mundo de Pelota Vasca de 1962 y el Campeonato del Mundo de Pelota Vasca de 1966 ganó la medalla de oro en la especialidad de cesta punta al lado de José Hamui. Además, en el Campeonato del Mundo de Pelota Vasca de 1970, ambos lograron la medalla de bronce en la misma especialidad. Durante el Campeonato del Mundo de Pelota Vasca de 1974 ganó la medalla de plata en la especialidad de cesta punta al lado de Alejandro Andrade.